# Ausable River (Huronsee)
Der Ausable River ist ein Zufluss des Huronsee in der kanadischen Provinz Ontario.
Der Ausable River entspringt nahe der Siedlung Staffa in der Gemeinde West Perth im Perth County. Von dort fließt er in überwiegend westlicher Richtung an den Ortschaften Exeter, Ailsa Craig und Nairn vorbei. Bei Arkona wendet sich der Ausable River nach Norden. 
Der Flusslauf am unteren Ausable River wurde im Jahr 1875 stark verändert. Ursprünglich floss der Ausable River in einer langgestreckten Schleife nach Norden bis nach Grand Bend und anschließend parallel zum Ufer des Huronsees wieder nach Süden und mündete bei Port Franks in den Huronsee. Durch den Bau eines Drainage-Kanals, dem so genannten The Cut, wird nun das Wasser des Flusses direkt nach Port Franks geleitet. Im alten Flussbett fließt nur noch ein Bruchteil des Wassers nach Grand Bend, wo es ebenfalls einen Drainage-Kanal direkt in den Huronsee gibt. Zwischen Grand Bend und Port Franks bildet nun der Old Ausable Channel den ursprünglichen Unterlauf des Flusses. Dieser passiert auf seinem Verlauf den Pinery Provincial Park.
Der Ausable River hat eine Länge von etwa 240 km. Sein Einzugsgebiet umfasst 1142 km².